# Лодердејл (Мисисипи)
Лодердејл (енгл. Lauderdale) насељено је место без административног статуса у америчкој савезној држави Мисисипи.

## Демографија
По попису из 2010. године број становника је 442.
| Група             | 2000.    | 2010.       |
| Белци             | 0 (0,0%) | 209 (47,3%) |
| Афроамериканци    | 0 (0,0%) | 227 (51,4%) |
| Азијати           | 0 (0,0%) | 0 (0,0%)    |
| Хиспаноамериканци | 0 (0,0%) | 1 (0,2%)    |
| Укупно            | 0        | 442         |